# CECs湖
CECs湖（CECsこ）は南極大陸の南緯80度線近くにある氷底湖。推定面積は18 km2である。氷のある場所はユニオン氷河から160 kmほど離れており、チリによって領有権が主張されている地域の一部分に相当する。
この湖は西南極にある3つの大きな氷河の緩衝地帯に位置している。氷の動きはほとんどないと言ってもよく、この地域には氷河を侵食するようなものも少ない。このために、この水域は極めて安定に保たれており、周囲の環境との大きな交換も最小限に留まっている。このことにより、この湖には極限まで隔離された環境で育った固有種が存在する可能性があると指摘されている、
この湖はチリの調査機関である科学研究センター(CECs)によって発見されたものである。この湖の存在の最初の証拠は南半球の夏に相当する2014年1月に検知された。この時、観測基地の遠征団は西南極中央部の高原を旅していた。計測機器は氷底において、通常とは異なるレーダーの反射が発生していることを示した。これは、氷床の表面から2.6 kmほどの深さの場所に水域が存在することを示していた。氷を貫通することのできるレーダーで行った最初の描図でもこの湖の存在は確認された。調査団は2015年の夏に帰還し、地図が完成された。この発見はCECsの雪氷学実験室の4人の室員によって、『ジオフィジカル・リサーチ・レターズ』に発表された。